# 水安桥
水安桥位于中国浙江省江山市廿八都镇枫溪村，横跨枫溪，是一处江山市文物保护单位。
水安桥建于清同治三年（1864 年），为单孔石拱桥，长20米，宽6米，光绪十七年（1891年）祝洪廪建桥廊。
1986年6月，水安桥公布为第二批江山市文物保护单位。